# Pedro Rodríguez (piłkarz urugwajski)
Pedro Rodríguez (ur. 19 czerwca 1928 w Montevideo) – piłkarz urugwajski noszący przydomek el mono relojero, bramkarz.
Urodzony w Montevideo (w dzielnicy Brazo Oriental) Rodríguez w latach 1943–1946 grał w młodzieżowej drużynie klubu Club Nacional de Football. Karierę zawodową rozpoczął w 1947 roku w klubie Progreso Montevideo, skąd w 1948 roku przeszedł do klubu Rampla Juniors.
W 1950 roku wygrał razem w klubem Rampla Juniors turniej Torneo Competencia.
Jako piłkarz klubu Rampla Juniors wziął udział w turnieju Copa América 1953, gdzie Urugwaj zajął trzecie miejsce. Rodríguez zagrał tylko w meczu z Paragwajem, gdzie w 32 minucie zastąpił w bramce Luisa Radichego, tracąc w meczu 1 bramkę.
Wciąż jako gracz klubu Rampla Juniors był w kadrze reprezentacji podczas turnieju Copa América 1956, gdzie Urugwaj zdobył tytuł mistrza Ameryki Południowej. Rodríguez nie zagrał ani razu, gdyż podstawowym bramkarzem reprezentacji był Julio Maceiras.
Rodríguez uważany jest do dziś za symbol klubu Rampla Juniors, w którym grał do końca swej kariery w 1960 roku.